# Сантијаго Бернабеу
Сантијаго Бернабеу (шп. Santiago Bernabéu de Yeste; Алманса, 8. јул 1895. – Мадрид, 2. јул 1978) је био шпански фудбалер и фудбалски функционер.

## Биографија
Носио је дрес Реал Мадрида 16 сезона (1911—1926) са кратким излетом у дрес градског ривала Атлетико Мадрида. Иако је био сјајан фудбалер, никада није био репрезентативац Шпаније. Носећи дрес "краљевског клуба" Бернабеу је освојио један трофеј националног купа.
После грађанског рата, Бернабеу је био најамбициознији у стварању новог Реала. За председника клуба је изабран 1943. и на тој функцији је остао до cвоје смрти 1978. У Реал Мадрид је довео најбоље фудбалере света (Алфредо Ди Стефано, Сантамарија, Ремон Копа, Ференц Пушкаш, Франсиско Хенто, Диди, Мигел Муњоз, Амансио Амаро, Пири, Гинтер Нецер, Хуанито, Паул Брајтнер) и тренере (Миљан Миљанић 1974 — 1977).
Реал Мадрид је на челу са њим освојио шеснаест титула првака Шпаније, шест трофеја у националном купу, шест титула првака Европе, два трофеја у латинском купу, те по један трофеј у интерконтиненталном купу и у купу Ева Дуарте (претечи домаћег суперкупа). У истом том периоду кошаркашка секција Реал Мадрида је освојила деветнаест титула првака Шпаније, осамнаест трофеја у националном купу, шест титула првака Европе, два трофеја у интерконтиненталном купу и један тријумф у латинском купу.
У знак захвалности за све што је учинио за клуб његово име носи Стадион Сантијаго Бернабеу на којем Реал игра.

## Трофеји (као играч)

### Реал Мадрид
- Куп Шпаније (1) : 1917.

## Трофеји (као председник)

### Реал Мадрид
- Првенство Шпаније (16) : 1953/54, 1954/55, 1956/57, 1957/58, 1960/61, 1961/62, 1962/63, 1963/64, 1964/65, 1966/67, 1967/68, 1968/69, 1971/72, 1974/75, 1975/76, 1977/78.
- Куп Шпаније (6) : 1946, 1947, 1961/62, 1969/70, 1973/74, 1974/75.
- Куп Ева Дуарте (1) : 1947. (претеча суперкупа Шпаније)
- Куп европских шампиона (6) : 1955/56, 1956/57, 1957/58, 1958/59, 1959/60, 1965/66.
- Латински куп (2) : 1955, 1957.
- Интерконтинентални куп (1) : 1960.

### Реал Мадрид(кошарка)
- Првенство Шпаније (19) : 1957, 1958, 1959/60, 1960/61, 1961/62, 1962/63, 1963/64, 1964/65, 1965/66, 1967/68, 1968/69, 1969/70, 1970/71, 1971/72, 1972/73, 1973/74, 1974/75, 1975/76, 1976/77.
- Куп Шпаније (18) : 1951, 1952, 1954, 1956, 1957, 1960, 1961, 1962, 1965, 1966, 1967, 1970, 1971, 1972, 1973, 1974, 1975, 1977.
- Куп европских шампиона (6) : 1963/64, 1964/65, 1966/67, 1967/68, 1973/74, 1977/78.
- Латински куп (1) : 1953.
- Интерконтинентални куп (2) : 1976, 1977.